# Cantó de Moulins-Engilbert
El cantó de Moulins-Engilbert és un cantó francès del departament del Nièvre, situat al districte de Château-Chinon (Ville). Té 10 municipis i el cap és Moulins-Engilbert.

## Municipis
- Isenay
- Maux
- Montaron
- Moulins-Engilbert
- Onlay
- Préporché
- Saint-Honoré-les-Bains
- Sermages
- Vandenesse
- Villapourçon

## Història
| Data d'elecció                           | Identitat          | Partit                       | Qualitat |
| ---------------------------------------- | ------------------ | ---------------------------- | -------- |
| 1951-1964                                | Jean Doussot       | RPF, després RS, després UNR |          |
| 1964-1979                                | Louis Lepère       | CIR, després PS              |          |
| 1979-2008                                | Joseph Lambert     | PS                           |          |
| 2008-                                    | Jacques Guillemain | Sense etiqueta               |          |
| les dades anteriors no són pas conegudes |                    |                              |          |
|                                          |                    |                              |          |

## Demografia
| A partir de 1990: Població sense dobles comptes |